# Лахти, Йоханнес
Йоханнес Кристиан Лахти (фин. Johannes Kristian Lahti; 29 мая 1952, Турку — 1 марта 2017, там же) — финский легкоатлет, специалист по десятиборью. Выступал за сборную Финляндии по лёгкой атлетике в середине 1970-х — начале 1980-х годов, пятикратный чемпион национального первенства, рекордсмен страны в десятиборье, участник двух летних Олимпийских игр. Также известен как пейзажный фотограф.

## Биография
Йоханнес Лахти родился 29 мая 1952 года в городе Турку провинции Варсинайс-Суоми. Начинал спортивную карьеру как прыгун в высоту, на соревнованиях представлял Спортивную ассоциацию Турку (клуб Turun Urheiluliitto).
Впервые заявил о себе в 1971 году, став серебряным призёром чемпионата Финляндии по лёгкой атлетике в прыжках в высоту. Повторил это достижение на аналогичных соревнованиях в закрытом помещении. Наивысший результат в данной дисциплине — 216 см.
Позже из-за проблем с коленями переквалифицировался в десятиборца, в частности в 1975 году становился бронзовым призёром финского национального первенства.
Благодаря череде удачных выступлений удостоился права защищать честь страны на летних Олимпийских играх 1976 года в Монреале — в десятиборье набрал 7708 очков и занял с этим результатом итоговое одиннадцатое место.
В 1977 году одержал победу в десятиборье на чемпионате Финляндии. Год спустя вновь стал лучшим десятиборцем своей страны и побывал на чемпионате Европы в Праге, где с результатом в 7875 очков расположился на седьмой позиции. Также в этом сезоне на соревнованиях в Калеве набрал 8090 очков, установив тем самым национальный рекорд, продержавшийся впоследствии более десяти лет (кроме того, он считается первым финским десятиборцем, сумевшим преодолеть рубеж в 8000 очков).
В 1979 году занял шестое место на Кубке Европы по легкоатлетическим многоборьям в Дрездене.
На чемпионате Финляндии 1980 года Лахти завоевал сразу две золотые медали, в десятиборье и в программе эстафеты 4 × 400 м. Находясь в числе лидеров финской национальной сборной, благополучно прошёл отбор на Олимпийские игры в Москве — на сей раз получил 7765 очков, что вновь привело его на одиннадцатое место.
После московской Олимпиады Йоханнес Лахти ещё в течение некоторого времени оставался в основном составе легкоатлетической команды Финляндии и продолжал принимать участие в крупнейших международных соревнованиях. Так, в 1982 году он в четвёртый раз стал чемпионом страны в десятиборье и выступил на чемпионате Европы в Афинах, где, тем не менее, не преодолел все дисциплины десятиборья и не показал никакого результата. Вскоре из-за травмы ахиллова сухожилия вынужден был завершить спортивную карьеру.
В последующие годы получил некоторую известность как фотограф, опубликовал несколько фотоальбомов с пейзажами Юго-Западной Финляндии.
Умер 1 марта 2017 года в возрасте 64 лет в результате быстро прогрессировавшей болезни.

## Публикации
- Lahti, Johannes. Ruissalo: auringonkierron saari. — Helsinki: Otava, 1998. — ISBN 951-1-15646-2.
- Kirkkala, Teija et al. Valokuvat: Arto Kangas ja Johannes Lahti // Aurajoki: ajan virta. — Turku: Aurajokisäätiö, 2000. — ISBN 951-98533-1-6.
- Lahti, Johannes. Turku trough your eyes. — Turku: Turku Polytechnic, 2002. — ISBN 952-5113-97-3.
- Hamunen, Paavo. Jossain Suomessa. — Ilmarinen: Johannes Lahti, 2006. — ISBN 952-99349-1-2.
- Lappalainen, Markku, Kivekäs, Matti & Lahti, Johannes. Aurajokilaakso. Elävä kansallismaisema. — Turku: Turun ammattikorkeakoulu, 2008. — ISBN 978-952-216-062-1.
- Kuvat: Johannes Lahti. Teksti: Kalle Kirstilä // Suomen synnyinsijoilla: Hetkiä Varsinais-Suomessa. — Ilmarinen: Johannes Lahti, 2009. — ISBN 978-952-99349-2-8.